# Odó, Blois grófja
Odó (? - 871). 852/859 körül Châteaudun, majd 866/870 körül Troyes grófja, ismeretlen időponttól Blois grófja.